# LEW EL10
EL10 – lokomotywa elektryczna produkowana w latach 1965-1973 dla kolei przemysłowych. Wyprodukowano 286 elektrowozów przemysłowych wyeksportowanych do radzieckich kolei przemysłowych. Elektrowozy dodatkowo prowadziły ciężkie pociągi towarowe wraz z silnikowymi wagonami towarowymi.